# Divi Divi Air
Divi Divi Air, es una pequeña aerolínea comercial fundada en 2001, con sede en el Aeropuerto Internacional Hato en Willemstad, Curazao. Opera servicios regulares únicamente a Bonaire otra isla del Caribe Neerlandés. Adicionalmente cuenta con destinos chárter, su nombre e imagen corporativa proviene de un árbol originario de dicha zona y responde al nombre científico de: Caesalpinia coriaria pero popularmente se le conoce tal como se denomina la aerolínea. 

## Flota actual
En 2023 la flota de Divi Divi Air se compone de las siguientes aeronaves:
| Aeronaves                            | En servicio | Pedidos | Pasajeros | Matrículas                      |
| ------------------------------------ | ----------- | ------- | --------- | ------------------------------- |
| Britten-Norman Islander              | 3           | —       | 9         | PJ-SEA, PJ-SKY y PJ-AIR         |
| De Havilland Canadá DHC-6 Twin Otter | 4           | —       | 19        | PJ-DVD, PJ-DVG, PJ-DVE y PJ-DVF |
| Total                                | 7           | —       |           |                                 |

### Antigua flota
| Aeronaves      | Total | Introducido | Retirado | Matrículas |
| -------------- | ----- | ----------- | -------- | ---------- |
| Boeing 737-800 | 1     | 2018        | 2019     | PH-CDH     |
| Cessna 172     | 1     | ??          | 2021     | ??         |
| Cessna 402     | 1     | 2001        | 2020     | PJ-BMV     |
| Dornier 228    | 1     | 2009        | 2012     | PJ-DVA     |
| Piper PA-32    | 1     | ??          | 2021     | ??         |

## Destinos
La aerolínea opera actualmente 3 destinos regulares entre las Antillas menores del Caribe y Suramérica, además de todos los vuelos chárter.
| Países  | Destinos   | Aeropuertos                            | Frecuencias semanales |
| ------- | ---------- | -------------------------------------- | --------------------- |
| Aruba   | Oranjestad | Aeropuerto Internacional Reina Beatrix | 7                     |
| Bonaire | Kralendijk | Aeropuerto Internacional Flamingo      | 7                     |
| Curazao | Willemstad | Aeropuerto Internacional Hato          | 7                     |

## Accidentes
- El 22 de octubre de 2009, uno de sus aviones Britten-Norman Islander (PJ-SUN) operaba el vuelo número 014 con destino a Bonaire, y sufrió una falla técnica cinco minutos después de despegar hacia dicho destino, el piloto sufrió contusiones y quedó inconsciente por el impacto pero los pasajeros salieron ilesos después de caer, finalmente fueron recogidos y rescatados, aunque el piloto falleció.[4][5]